# Scissurella lobini
Scissurella lobini is een slakkensoort uit de familie van de Scissurellidae. De wetenschappelijke naam van de soort is voor het eerst geldig gepubliceerd in 1990 door Burnay & Rolán.